# Национална спортска дворана Јојоги
Национална спортска дворана Јојоги (јап. 国立代々木競技場) је вишенаменска дворана у Токију, Јапан. Дворану је конструисао Кенсо Танге. Отворена је 1964. а грађена је за потребе такмичења у пливању и скоковима у воду на Летњим олимпијским играма 1964. У мањој дворани су игране утакмице кошаркашког турнира на истим олимпијским играма. 
Арена има 13.291 седећих места (9.079 фиксних, 4.124 додатних и 88 ВИП места) и данас се користи углавном за хокејашке, футсал и кошаркашке утакмице.
У октобру 1997. НХЛ сезона 1997/98. је отворена двема утакмицама између Ванкувер канаксија и Анахајм дакса које су одигране у овој дворани. Следећу сезону су отвориле две утакмице између Сан Хозе шаркса и Калгари флејмса такође одржане у овој дворани. 
У октобру и новембру 2006. године је угостила групу А светског првенства у одбојци за жене у којој су се такмичиле репрезентације Јапана, Јужне Кореје, Кеније, Кинеског Тајпеја, Костарике и Пољске. 
У септембру 2010. године је одржано светско првенство у џудоу. У октобру и новембру исте године је угостила групу А светског првенства у одбојци за жене у којој су се такмичиле репрезентације Алжира, Јапана, Костарике, Перуа, Пољске и Србије. У другом кругу је угостила групу Е, као и финалне утакмице. 
У новембру 2011. су у њој одигране неке од утакмица светског купа у одбојци у обе конкуренције. 